# Melanzane al cioccolato

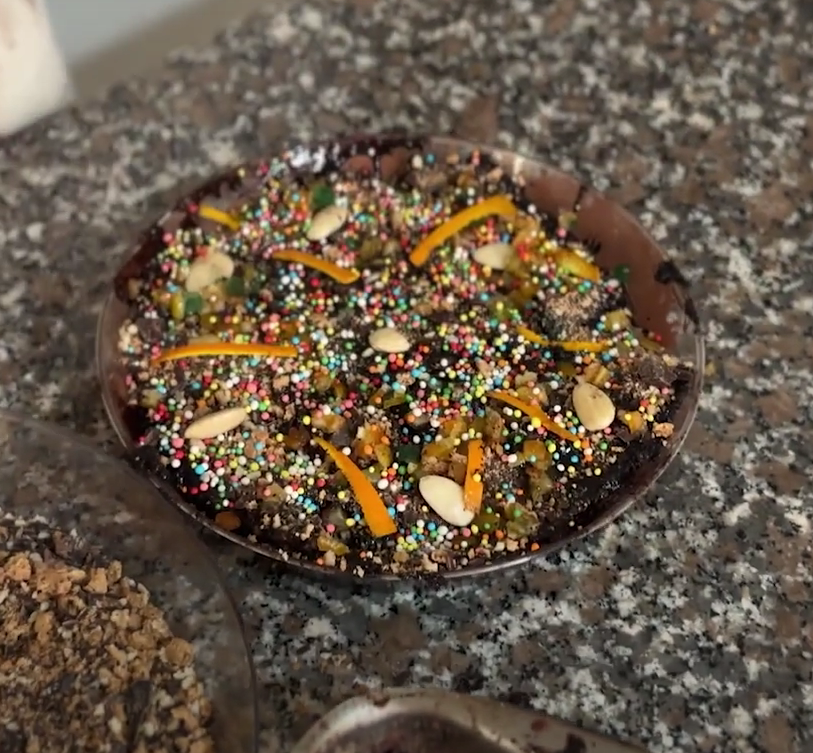
Melanzane al cioccolato con varios aderezos, incluido amaretti di Saronno triturado, almendras, granas y fruta confitada.

Melanzane al cioccolato (tdl. ‘berenjenas al chocolate’) son un postre elaborado con berenjenas fritas y chocolate. Este plato de Campania es popular en la Costa Amalfitana, pero es casi completamente desconocido en otros lugares.

## Orígenes
El origen de este plato no está claro. Una leyenda cuenta que, durante la Edad Media, los monjes de un monasterio en las montañas de Tramonti, Campania, elaboraban un licor negro almibarado conocido como Concerto d'Erbe. En algún momento, el prior creó un nuevo plato al empezar a mojar berenjenas fritas en el licor. Más tarde, en la cercana Maiori, los habitantes del pueblo adaptaron este plato, sustituyendo el licor por chocolate fundido, creando así melanzane al cioccolato.
Arthur Schwartz, en su libro Naples at Table, no descarta que este origen sea histórico y sitúa el plato no antes de mediados del siglo XVI, cuando el chocolate se introdujo en Europa. Si bien esta leyenda sugiere una larga historia, algunas guías de viajes y chefs lo consideran un plato novedoso y un producto de la cocina moderna.

## Preparaciones
Existen numerosas versiones distintas en toda la región. En una preparación básica, las rodajas de berenjena se rebozan en harina y se fríen, antes de rebozarlas en huevo y harina para freírlas por segunda vez. El plato se prepara cubriendo las rodajas de berenjena con capas de chocolate y rellenos como piñones, frutas confitadas (especialmente cidra), pasas y almendras troceadas. Se suele servir frío o a temperatura ambiente.
En algunas preparaciones modernas, se prepara un postre más ligero horneando, hirviendo, escalfando o asando la berenjena. Los rellenos alternativos incluyen requesón o bizcocho, y se han usado almendras jordanas como cobertura. Debido a que el plato lleva mucho tiempo de preparación, melanzane al cioccolato casi siempre es casero y rara vez se vende comercialmente.

## Días festivos
Hoy, melanzane al cioccolato se come en la Costa Amalfitana, exclusivamente en días festivos. En la mayor parte de la región, este día es el 15 de agosto, considerado en Europa como el punto álgido del verano. En esa fecha, se celebra el festivo Ferragosto ocurre y se celebra la Fiesta de la Asunción de María. Schwartz describe que tanto adultos como niños esperan con ansias el día para tener la oportunidad de comer el plato.
La ciudad de Minori, situada cerca de Maiori, está estrechamente vinculada a este postre. Los habitantes lo disfrutan anualmente el 13 de julio, durante la festividad de su patrona, Trofimena. Las berenjenas baby se rellenan con ricotta y fruta confitada, se fríen, se bañan en chocolate fundido y se dejan cuajar. Se sirve con limoncello, un licor italiano.